# Robert Hürlimann
Robert Hürlimann (* 18. August 1967 in Solothurn) ist ein Schweizer Curling-Sportler. Sein grösster Erfolg war der Gewinn des Demonstrationswettbewerbs bei den Olympischen Winterspielen 1992.
Der Solothurner Robert Hürlimann ist derzeit bei der Curlingmannschaft St. Moritz Pfister. Das Team besteht aus: Robert Hürlimann, Marco Ramstein, Urs Eichhorn und Christof Schwaller (Skip).

## Teams
- 1992: Curling Club Solothurn-Wengi, Solothurn
- 1992: Schweizer Olympia-Nationalmannschaft
- 1998: Schweizer Olympia-Nationalmannschaft, Ersatzmann
- 2014: Schweizer Olympia-Nationalmannschaft, Trainer

## Erfolge
- 1986: 3. Rang Schweizer Meisterschaften Kategorie Junioren
- 1992: 1. Rang GP Suisse
- 1992: 1. Platz Olympische Winterspiele 1992/Curling (Demonstrationswettbewerb)
- 1993: 1. Rang Schweizer Meisterschaften Kategorie Mixed
- 1993: 3. Rang Europameisterschaften Kategorie Herren in Leukerbad
- 1994: 2. Rang Schweizer Meisterschaften Kategorie Mixed
- 2002: 2. Rang Swiss Curling League A Männer in Basel-Arlesheim
- 2003: 3. Rang beim 31. BS Bank Helvetia Trophy
- 2003: 4. Rang Swiss Curling League A Männer in Basel-Arlesheim
- 2004: 4. Rang Swiss Curling League A Männer in Bern (CBA)
- 2006: 5. Rang 10. Grand Prix Bern Inter
- 2006: 4. Rang Swiss Curling League A Männer als Skip in Bern (CBA)
- 2007: 1. Rang 11. Grand Prix Bern Inter[1]
- 2008: 4. Rang Europameisterschaften Kategorie Herren in Örnsköldsvik
- 2010: 1. Rang Swiss Curling League A Männer in Bern (CBA)
- 2010: 3. Rang Europameisterschaften Kategorie Herren in Champéry